# Schipborg
Schipborg (53° 04′ N, 6° 40′ L) é uma cidade dos Países Baixos, na província de Drente. Schipborg pertence ao município de Aa en Hunze, e está situada a 11 km, a nordeste de Assen.
Em 2001, a cidade de Schipborg tinha 460 habitantes. A área urbana da cidade é de 0.19 km², e tem 205 residências.
A área de Schipborg, que também inclui as partes periféricas da cidade, bem como a zona rural circundante, tem uma população estimada em 700 habitantes.